# Martynas Katelynas
Martynas Katelynas (* 14. Mai 1995 in Varėna) ist ein litauischer nationalkonservativer Politiker und seit November 2024 Mitglied des Seimas.

## Leben
Nach dem Abitur 2013 an der Mittelschule absolvierte Martynas Katelynas von 2013 bis 2017 ein Bachelorstudium und von 2017 bis 2020 ein Masterstudium der Chemie  an der Universität Vilnius in der litauischen Hauptstadt Vilnius. Von 2017 bis 	2023 arbeitete er in der Anstalt 	VšĮ Krikščioniškosios kultūros institutas. 
Von 2019 bis 2020 war er Gehilfe  in der Seimas-Kanzlei. 
Von 2020 bis 2022 war er Mitglied von Nacionalinis susivienijimas.
Von 2023 bis 2024 war er Mitglied im Rat der Rajongemeinde Varėna.
In der Parlamentswahl in Litauen 2024 wurde er in den 14. Seimas als Kandidat der linken Partei LSDP gewählt. 
Er ist verheiratet.